# Spazzacamino

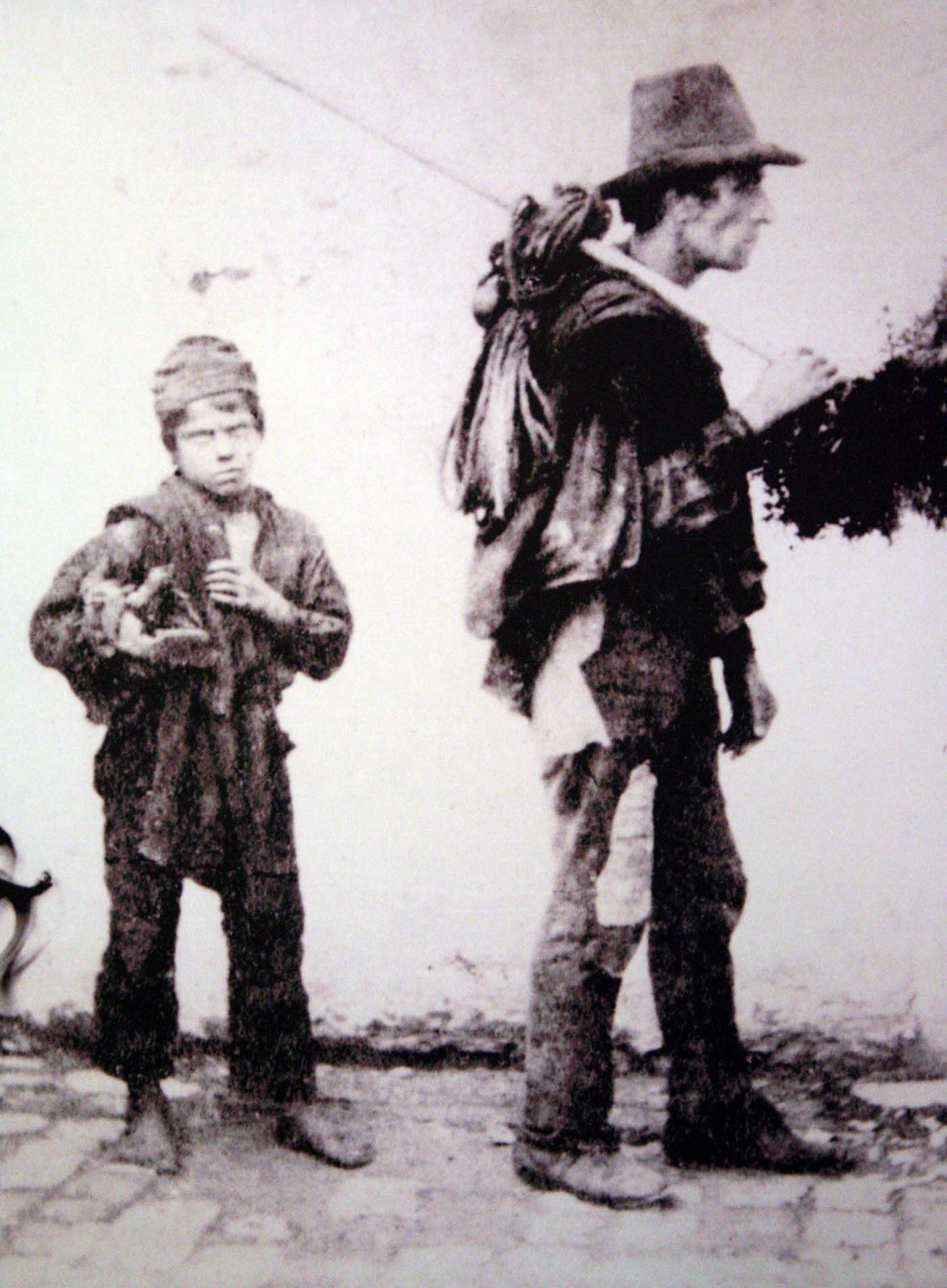
Spazzacamino italiano con il suo "bocia". Foto anonima della fine del XIX secolo

Lo spazzacamino di mestiere pulisce la canna dei camini dalla fuliggine, e più generalmente interviene per il controllo e la manutenzione dell'impianto fumario. Il mestiere è nato alcuni secoli fa. In Italia, come nel resto dell'Europa, per fare questo mestiere si prendevano bambini e ragazzi dalle famiglie oppure mendicanti o orfani. La caratteristica che questi ragazzi dovevano possedere era l'essere molto magri al fine di entrare agevolmente nella canna fumaria e pulirla.
La Val Vigezzo, in Piemonte, è chiamata la valle degli spazzacamini (rüsca in dialetto ossolano) per il gran numero di ragazzi che soprattutto tra il Seicento e il Settecento emigrarono in nord Europa, come è testimoniato nel museo interamente dedicato. Nella stessa valle per questo motivo ogni anno viene organizzato il raduno internazionale degli spazzacamini a Santa Maria Maggiore.

## Storia
I Tudor in Inghilterra avevano stabilito il rischio dei camini e nel 1582 fu emanata un'ordinanza che controllava sia i materiali (mattoni e pietra anziché legno intonacato) sia che imponeva che i camini venissero spazzati quattro volte all'anno per prevenire l'accumulo di fuliggine (che è altamente infiammabile). Qualsiasi incendio provocato da un camino poteva essere multato di 3 scellini e 4 pence.
Con l'aumento della popolazione urbana conseguente all'era dell'industrializzazione, il numero di case con comignolo crebbe rapidamente e i servizi dello spazzacamino divennero molto ricercati.
Gli edifici erano più alti rispetto al passato e le cime dei nuovi camini erano raggruppate. I percorsi delle canne fumarie provenienti dalle singole griglie potranno prevedere due o più angoli retti e tratti orizzontali angolari e verticali. Le canne fumarie furono ristrette per creare un tiraggio migliore, essendo uno standard comune 14 pollici per 9 pollici (36 × 23 cm). Buckingham Palace aveva una canna fumaria con 15 angoli che si restringeva a 9 pollici per 9 pollici (23 × 23 cm). Spazzare il camino era una delle occupazioni più difficili, pericolose e poco retribuite dell'epoca, e di conseguenza è stato deriso in versi, ballate e pantomime.
La prima spazzatrice meccanica fu inventata da George Smart nel 1803 ma incontrò resistenze nel Regno Unito e negli Stati Uniti. Joseph Glass commercializzò una spazzatrice migliorata nel 1828; gli viene attribuito il merito di essere l'inventore della moderna spazzola da spazzacamino. Negli Stati Uniti settentrionali, i bianchi abbandonarono il commercio e impiegarono spazzacamini neri del sud del Paese. Dopo che la regolamentazione prese finalmente piede nel 1875 nel Regno Unito e all’inizio del secolo negli Stati Uniti, l’occupazione venne romanticizzata nei media popolari.

## Il ruolo in età moderna
Al giorno d'oggi invece lo "spazzacamino" è responsabile dell'intervento di manutenzione, quindi oltre alla mera spazzolatura dei condotti, deve provvedere a controllare lo stato di conservazione dell'impianto fumario, le eventuali anomalie e soprattutto deve garantirne l'efficienza e la tenuta. Solo la manutenzione ordinaria così concepita previene gli incendi e gli avvelenamenti da monossido di carbonio.
Il camino o meglio l'impianto fumario, deve essere pulito accedendo ad entrambe le estremità dell'impianto: il terminale sul tetto ed il focolare all'interno dell'abitazione. La scovolatura dei condotti può essere eseguita utilizzando due tecniche: dall'alto verso il basso o viceversa; Gli attrezzi per la pulizia sono cambiati negli ultimi anni. Una volta si infilava una corda attraverso il comignolo e quando arrivava nel focolare vi si legava matassa di rovi o pungitopo, e un capo di una corda altrettanto lunga e poi, uno sopra e uno sotto, si trascinava su e giù. Oggi invece questo mestiere è cambiato: è previsto il controllo preventivo tramite videoispezione, la sigillatura delle aperture all'interno dei locali, l'accesso al tetto in sicurezza, la scovolatura tramite spazzole idonee per materiale, durezza e forma, trascinate mediante peso battente o aste flessibili avvitate una di seguito l'altra ed infine l'asportazione e lo smaltimento della fuliggine. Il classico raschietto a spalla è un po' in disuso in quanto la formazione di depositi catramosi che richiedano l'uso di tale attrezzo era tipica dei grandi focolari aperti che, a causa del loro scarsissimo rendimento sono sempre più in disuso.

## La disciplina legislativa

### Italia
Inizialmente lo "spazzacamino" eseguiva solo le operazioni di pulizia intesa come manutenzione ordinaria degli impianti fumari, senza assumersi nessuna responsabilità circa il loro funzionamento prima e/o dopo il lavoro. In Italia, in questo senso, il codice civile prevede la diligenza professionale e quindi devono essere applicate le Norme UNI specifiche per ciascun campo di applicazione. Per gli impianti termici, ad esempio, esiste l'abilitazione alla manutenzione ed installazione degli impianti su cui vanno ad operare (D.M. 37/2008).

### Germania
Diverso invece in Germania dove per una legge del 1935, chi possiede un camino non può effettuare personalmente la pulizia, ma per pulirlo deve chiamare uno Schornsteinfeger (spazzacamino). In Germania gli spazzacamini avevano una sorta di monopolio, cioè ogni quartiere era assegnato a uno spazzacamino; nel 2008 la legge è stata modificata eliminando, in via teorica, tale situazione monopolistica.

### Gran Bretagna

Un ragazzo che sale nella canna fumaria a sinistra e uno bloccato in essa a destra.

Bambini di appena quattro anni si arrampicavano su camini caldi che potevano essere stretti fino a 81 pollici quadrati (9 × 9 pollici o 23 × 23 cm). Il lavoro era pericoloso e potevano rimanere intrappolati nella canna fumaria, soffocare o morire bruciati. Poiché la fuliggine è cancerogena e poiché i ragazzi dormivano sotto i sacchi di fuliggine e venivano lavati raramente, erano soggetti al carcinoma degli spazzacamini. Dal 1775 in poi ci fu una crescente preoccupazione per il benessere dei ragazzi che facevano quel mestiere e furono approvate leggi dall'Act of Parliament per limitare, e nel 1875 per fermare, questo sfruttamento. Lord Shaftesbury, il filantropo, guidò la campagna successiva.
I camini iniziarono ad apparire in Gran Bretagna intorno al 1200 (il più antico esempio esistente di camino in Gran Bretagna si trova nel mastio del castello di Conisbrough nello Yorkshire, risalente al 1185 d.C.), quando sostituirono il fuoco aperto che ardeva nel mezzo del casa con una sola stanza. Inizialmente c'era una stanza riscaldata nell'edificio e i camini erano di grandi dimensioni. Nel corso dei successivi quattrocento anni, le stanze divennero specializzate per determinati scopi e di dimensioni più piccole e molte furono riscaldate. Il carbone proveniente dal mare iniziò a sostituire il legno e depositò uno strato di creosoto infiammabile sulla superficie interna della canna fumaria, ricoprendola di fuliggine. Mentre prima il camino fungeva da sfogo per i fumi, ora il pennacchio di gas caldo veniva utilizzato per aspirare l'aria nel fuoco e ciò richiedeva canne fumarie più strette. Anche così, i ragazzi raramente scalavano i camini prima del Grande Incendio di Londra, quando furono emanate norme edilizie e la progettazione dei camini fu modificata. I nuovi camini erano spesso spigolosi e stretti, e la dimensione abituale della canna fumaria nelle proprietà domestiche era di 9 pollici (23 cm) per 14 pollici (36 cm). Lo spazzacamino non era in grado di arrampicarsi da solo in spazi così piccoli e impiegava dei ragazzi scalatori per risalire i camini per rimuovere la fuliggine. I ragazzi spesso la "lucidavano", cioè salivano nudi, spingendosi con le ginocchia e i gomiti che finivano per rovinarsi. Spesso venivano impiegati su camini caldi, e talvolta su camini accesi per spegnere il fuoco. I camini con angoli acuti rappresentavano un pericolo particolarmente alto. Questi ragazzi erano apprendisti dello spazzacamino e dal 1778 al 1875 una serie di leggi tentarono di regolare le loro condizioni di lavoro, e molti resoconti di prima mano furono documentati e pubblicati in rapporti parlamentari. Dal 1803 circa, esisteva un metodo alternativo per spazzare i camini, ma gli spazzacamini e i loro clienti resistettero al cambiamento, preferendo i ragazzi che si arrampicavano alle nuove tecniche. L'istruzione obbligatoria fu istituita nel 1870 dall'Elementary Education Act del 1870, ma passarono altri cinque anni prima che la legislazione fosse messa in atto per autorizzare gli spazzacamini e finalmente impedire ai ragazzi di essere mandati su per i camini.

#### Ragazzi arrampicatori

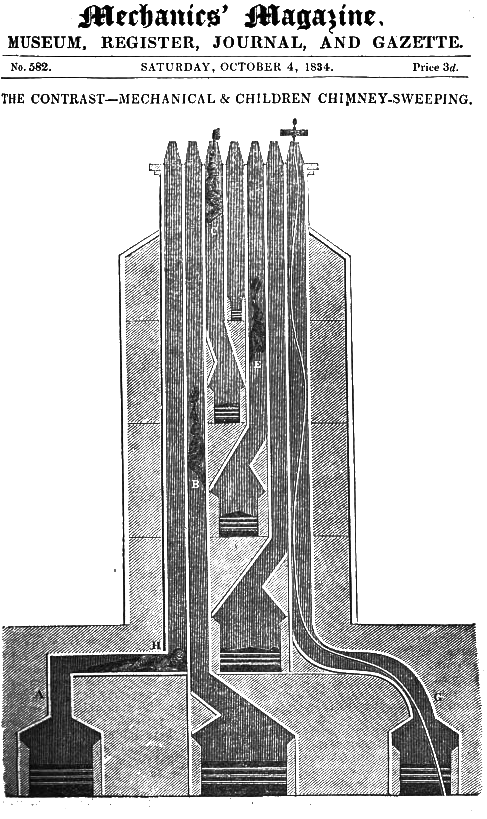
Sezione trasversale di una canna fumaria a sette canne in una casa a quattro piani con cantine. Un'illustrazione del 1834 tratta dalla rivista Mechanics' Magazine, progettata per mostrare il contrasto tra lo spazzamento meccanico di un camino e quello manuale effettuato dai bambini.

I ragazzi che si arrampicavano, e talvolta le ragazze, erano tecnicamente chiamati apprendisti spazzacamini ed erano apprendisti presso un maestro spazzacamino che, essendo adulto, era troppo grande per entrare in un camino o in una canna fumaria. Era pagato dalla parrocchia per insegnare il mestiere agli orfani o ai poveri. Essi erano totalmente dipendenti da lui: egli o i suoi tutori avevano firmato documenti di vincolo, davanti a un magistrato, che li legava a lui fino alla maggiore età. Era dovere dei tutori della Legge sui Poveri affidare all'apprendistato il maggior numero possibile di bambini, in modo da ridurre i costi per la parrocchia. Il maestro spazzacamino aveva dei compiti: insegnare il mestiere, fornire all'apprendista un secondo vestito, farlo pulire una volta alla settimana, permettergli di andare in chiesa e non mandarlo su per i camini quando erano in fiamme. Un apprendista accettava di obbedire al suo maestro. Una volta completato il suo apprendistato di sette anni, sarebbe diventato uno spazzacamino operaio e avrebbe continuato a lavorare per un maestro spazzacamino di sua scelta. Altri apprendisti furono venduti al mercato o dai loro genitori. I prezzi variavano da 7 scellini a 4 ghinee.
Era opinione generale che l'età di sei anni fosse buona per addestrare un ragazzo. Sebbene Lord Shaftesbury una volta incontrò uno spazzacamino di quattro anni, i bambini di quell'età furono considerati troppo deboli. Un maestro spazzacamino aveva molti apprendisti, che iniziavano la mattinata vagando per le strade gridando "Soot -Oh, Sweep" o un'altra frase per far sapere ai proprietari di casa che erano disponibili. Una volta impegnato, il maestro spazzacamino sistemava un panno sopra il camino e il ragazzo che si arrampicava si toglieva gli stivali e gli eventuali vestiti in eccesso, quindi si metteva al lavoro. La canna fumaria era alta quanto la casa e le sue dimensioni erano 14 x 9 pollici (circa 35 x 22 cm). Si abbassava il berretto sul viso, teneva una grande spazzola piatta sopra la testa e infilava il suo corpo diagonalmente nella canna fumaria. Usando la schiena, i gomiti e le ginocchia, risaliva la canna fumaria come un bruco e usava la spazzola per rimuovere la fuliggine sciolta, che cadeva su di lui e sul fondo, e un raschietto per sgretolare i pezzi solidi, poiché un camino liscio era considerato un camino sicuro. Una volta raggiunta la cima, sarebbe scivolato di nuovo rapidamente sul pavimento e sul mucchio di fuliggine. A quel punto era suo compito raccogliere la fuliggine e riportarla in un carro o in cortile.
La fuliggine era preziosa e poteva essere venduta per 9 pence in un bushel nel 1840. Un apprendista puliva quattro o cinque camini al giorno. All'inizio questi bambini si ferivano ginocchia e gomiti durante il lavoro, quindi il maestro induriva la loro pelle mettendoli vicino a un fuoco caldo e strofinandoli con una forte salamoia usando una spazzola. Questo processo veniva eseguito ogni sera finché la pelle non si induriva. I ragazzi non ricevevano salario, ma vivevano presso il padrone, che li nutriva. Dormivano insieme per terra o in cantina, sotto i sacchi e i panni che durante il giorno usavano per raccogliere la fuliggine. Questo fatto era noto come "dormendo in nero". Il ragazzo veniva lavato dalla padrona in una tinozza nel cortile; questo poteva accadere anche una volta alla settimana, ma raramente. Una spazzola veniva usata per lavare i ragazzi nel Serpentine Lake. Un'altra indagine fatta a Nottingham affermava che si lavassero tre volte l'anno, per Natale, Pentecoste e la Fiera dell'Oca (un luna park itinerante annuale che si tiene al Forest Recreation Ground di Nottingham durante la prima settimana di ottobre). A volte, un ragazzo aveva bisogno di essere convinto a salire più velocemente o più in alto sul camino, e il maestro spazzacamino accendeva un piccolo fuoco di paglia o una candela allo zolfo, per incoraggiarlo a impegnarsi di più. Un altro metodo per impedirgli di "andare via" (che risultava asfissiante) era mandare un altro ragazzo dietro di lui a pungergli con degli spilli le natiche o la pianta dei piedi.
I camini variavano in dimensioni. La canna fumaria comune è stata progettata per essere lunga un mattone e mezzo e larga un mattone, sebbene spesso si restringesse a un quadrato di mattoni, ovvero 9 x 9 pollici (ossia 23 x 23 cm) o meno. Spesso il camino era ancora caldo per il fuoco, e occasionalmente era effettivamente in fiamme. I ragazzi che si arrampicano negligentemente potevano rimanere bloccati con le ginocchia schiacciate contro il mento. Quanto più duramente lottavano, tanto più si incuneavano. Potevano rimanere in questa posizione per molte ore finché non venivano spinti fuori dal basso o tirati fuori con una corda. Se il loro dibattersi provocava una caduta di fuliggine, soffocavano. Vivo o morto, il ragazzo doveva essere rimosso e ciò era fatto rimuovendo i mattoni dal lato del camino. Se il camino era particolarmente stretto ai ragazzi veniva detto di "lucidarlo", cioè di farlo nudi; altrimenti indossavano solo pantaloni e una camicia di tela spessa e ruvida.

#### Preoccupazioni per la salute e la sicurezza
Le condizioni a cui erano sottoposti questi bambini causavano preoccupazione e furono create società per promuovere mezzi meccanici per spazzare i camini ed è attraverso i loro opuscoli che abbiamo un'idea migliore di cosa potrebbe e poteva comportare questo lavoro. Uno spazzacamino descrive il destino di un ragazzo come di seguito:
Dopo aver attraversato il camino ed essere sceso fino al secondo angolo di esso, il ragazzo lo trova completamente pieno di fuliggine (...). Si sforza di passare, e ci riesce, dopo aver lottato a lungo (...); ma scoprendo che la fuliggine è fortemente compressa tutt'intorno a lui, nonostante i suoi sforzi, non può più allontanarsi; poi tenta di andare avanti, ma i suoi tentativi sono del tutto vani; poiché la copertura della parte orizzontale della canna fumaria è di pietra, il cui angolo acuto grava forte sulle sue spalle, e la parte posteriore della sua testa gli impedisce di muoversi né in un senso né nell'altro. Il suo viso, già coperto da un berretto, e schiacciato con forza nella fuliggine sotto di lui, trattiene il respiro. In questa terribile condizione si sforza violentemente di districarsi, ma le sue forze gli vengono meno; piange e geme, e in pochi minuti soffoca. Allora viene dato l'allarme, chiamato un muratore, praticata un'apertura nella canna fumaria, e il ragazzo viene estratto, ma trovato senza vita. In breve tempo si svolge un'inchiesta e la giuria del medico legale emette un verdetto di "morte accidentale". 
Questi però non erano gli unici rischi professionali a cui andavano incontro gli spazzacamini. Nel rapporto del 1817 al Parlamento, testimoni riferirono che i ragazzi che si arrampicavano su per i camini soffrivano di generale abbandono e mostravano una crescita stentata e deformità della colonna vertebrale, delle gambe e delle braccia, che si pensava fossero causate dalla necessità di rimanere in posizioni anomale per lunghi periodi di tempo prima che le loro ossa si fossero indurite. Le ginocchia e le articolazioni della caviglia erano le più colpite. Piaghe e infiammazioni delle palpebre che potevano portare alla perdita della vista, guarivano lentamente perché il ragazzo continuava a massaggiarle. Contusioni e ustioni erano evidenti rischi da affrontare dovendo lavorare in un ambiente surriscaldato. Il cancro dello scroto è stato riscontrato solo negli spazzacamini, quindi negli ospedali universitari veniva chiamato "cancro dello spazzacamino". Asma e infiammazione al torace sono stati attribuiti al fatto che i ragazzi erano all'aperto con qualsiasi tempo atmosferico. Il carcinoma degli spazzacamini, che gli spazzacamini chiamavano "verruca di fuliggine", non si verificava fino a quando lo spazzacamino non era nella tarda adolescenza o sui vent'anni. Successivamente fu identificato come una manifestazione del carcinoma cutaneo spinocellulare. Fu segnalato nel 1775 da Sir Percival Pott nei ragazzi scalatori o negli spazzacamini. È il primo cancro correlato all’industria ad essere stato scoperto. Potts lo descrisse:
È una malattia che attacca sempre per prima la parte inferiore dello scroto dove produce una piaga superficiale, dolorosa, irregolare, dall'aspetto malato, con bordi rigidi ascendenti... in un breve lasso di tempo pervade la pelle, i dartos e le membrane dello scroto, e attacca il testicolo, lo allarga [sic], lo indurisce e lo rende veramente e completamente infettivo. Da qui risale il funicolo spermatico nell'addome.
Commenta anche la vita dei ragazzi:
La sorte di queste persone sembra particolarmente dura... vengono trattate con grande brutalità... vengono gettate in camini stretti e talvolta caldi, [sic] dove vengono ferite, bruciate e quasi soffocate; e quando raggiungono la pubertà diventano... soggetti a una malattia molto fastidiosa, dolorosa e fatale.
Si pensava che la sostanza cancerogena fosse catrame di carbone, forse contenente arsenico.
Molte furono le morti causate da incidenti, spesso causati dal fatto che il ragazzo rimaneva intrappolato nella canna fumaria di un camino riscaldato, dove poteva soffocare o morire bruciato. A volte un secondo ragazzo veniva mandato in aiuto e, in alcune occasioni, subiva la stessa sorte.

#### Regolamento
Nel 1788 fu approvato il Chimney Sweepers Act 1788 (titolo lungo: An Act for the Better Regulator of Chimney Sweepers and their Apprentices), per limitare uno spazzacamino a sei apprendisti, di almeno 8 anni, ma mancava di applicazione. Ha introdotto l'Apprenticeship Cap badge. La legge era stata parzialmente ispirata dall'interesse per i ragazzi che si arrampicavano nei camini mostrato da Jonas Hanway e dalle sue due pubblicazioni The State of Chimney Sweepers' Young Apprentices (1773) e successivamente Sentimental History of Chimney Sweeps in London and Westminster (1785). Affermò che mentre il Parlamento si occupava dell'abolizione della schiavitù nel Nuovo Mondo, ignorava quella imposta ai ragazzi spazzacamini. Guardò a Edimburgo, in Scozia, dove la pulizia dei camini era regolata dalla polizia, l'arrampicata non era consentita e i camini venivano spazzati dallo stesso Maestro Spazzacamino che tirava fasci di stracci su e giù per essi. Non vedeva come scalare i camini potesse essere considerato un valido apprendistato, in quanto l'unica abilità ottenuta era solo quella particolare mansione, che non portava a un futuro impiego se non quello di spazzacamino. Hanway sostenne che il cristianesimo dovesse essere portato nella vita dei ragazzi e fece pressioni per le scuole domenicali. I Lord rimossero la clausola proposta secondo cui il Maestro Spazzacamino dovesse essere autorizzato e, prima della registrazione civile, non c'era modo che qualcuno potesse verificare se un bambino avesse effettivamente otto anni.
Nello stesso anno, David Porter, un maestro spazzacamino benevolo, inviò una petizione al Parlamento e nel 1792 pubblicò Considerazioni sullo stato attuale degli spazzacamini con alcune osservazioni sull'atto del Parlamento destinate al loro soccorso e regolamentazione. Sebbene preoccupato per il benessere dei ragazzi, credeva che essi fossero più efficienti di qualsiasi nuova macchina per la pulizia meccanica. Nel 1796 fu costituita una società per il miglioramento delle condizioni dei poveri, che incoraggiava la lettura dei trattati di Hanway e Porter. Avevano membri influenti e il patrocinio reale di Giorgio III. Nel 1800 era stata fondata una "Società amichevole per la protezione e l'educazione dei ragazzi spazzacamini".
Nel 1803, alcuni pensavano che una spazzola meccanica potesse sostituire un ragazzo che si arrampicava (la "spazzola umana"), e i membri della società del 1796 formarono The London Society for Superseding the Necessity for Employing Climbing Boys; accertarono che i bambini avevano ormai pulito canne fumarie di dimensioni pari a 7 x 7 pollici (circa 17 x 17 cm) e promossero un concorso per una spazzola meccanica. Il premio fu rivendicato da George Smart per quella che, in effetti, era una testina su una lunga canna segmentata, resa rigida da una corda regolabile che passava attraverso le canne.
Il Chimney Sweepers Act del 1834 conteneva molte delle normative necessarie. Si precisava che l'apprendista doveva manifestare davanti al magistrato di essere "volontario e desideroso". I maestri non devono assumere ragazzi di età inferiore ai quattordici anni. Il maestro poteva avere solo sei apprendisti e un apprendista non poteva essere prestato a un altro maestro. I ragazzi sotto i quattordici anni che erano già apprendisti devono indossare distintivi di ottone su un berretto di pelle. Agli apprendisti non era permesso salire sulle canne fumarie per spegnere gli incendi. Le street cries furono regolamentate. L'atto fu contrastato dagli spazzacamini e il pubblico in generale credeva che la proprietà sarebbe stata a rischio se le canne fumarie non fossero state pulite da un ragazzo che si arrampicava su di esse.
Nello stesso anno furono modificate le norme edilizie relative alla costruzione delle ciminiere.
Il Chimney Sweepers and Chimneys Regulation Act 1840 ha reso illegale per chiunque abbia meno di 21 anni spazzare i camini. Questo regolamento è stato ampiamente ignorato. Nel 1852 e nel 1853 furono fatti tentativi per riaprire la questione, fu convocata un'altra inchiesta e furono raccolte ulteriori prove. La Legge sulla regolamentazione degli spazzacamini del 1864, c. 37, ha rafforzato significativamente i controlli, autorizzando multe e reclusione per gli spazzacamini che ignoravano la legge, conferendo alla polizia il potere di arresto in caso di sospetto e autorizzando ispezioni da parte del Board of Trade dei camini nuovi e ristrutturati. Lord Shaftesbury è stato uno dei principali sostenitori della legge.
Nel febbraio 1875 un ragazzo di dodici anni, George Brewster, fu mandato su per i camini dell'ospedale Fulbourn dal suo maestro, William Wyer. Si bloccò e patì per scarsa respirazione. Per farlo uscire fu necessario abbattere l'intero muro e, sebbene fosse ancora vivo, morì poco dopo. Ci fu un'inchiesta del medico legale che emise un verdetto di omicidio colposo. Wyer fu condannato a sei mesi di reclusione e lavori forzati. Lord Shaftesbury approfittò dell'incidente per portare nuovamente avanti la sua campagna. Scrisse una serie di lettere al Times e nel settembre 1875 fece approvare un altro disegno di legge in Parlamento che finalmente fermò la pratica di mandare i ragazzi nei camini.
Il Chimney Sweepers Act del 1875 richiedeva che gli spazzacamini "fossero autorizzati dalla polizia a svolgere le proprie attività nel distretto", fornendo così i mezzi legali per far rispettare tutta la legislazione precedente.
Nel Regno Unito lo spazzacamino non è regolamentato, tuttavia molti spazzacamini si sono organizzati in associazioni di categoria tra cui l'Association of Professional Independent Chimney Sweeps, la Guild of Master Chimney Sweeps, e la National Association of Chimney Sweeps. Oltre a offrire sostegno ai membri, forniscono formazione e rappresentanza al DEFRA e ad altre parti interessate.

### Stati Uniti

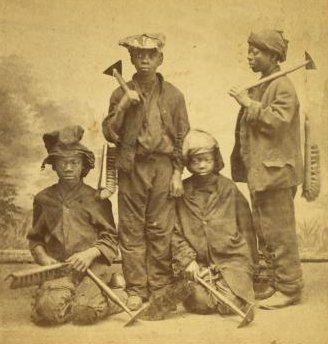
Un ritratto in studio di quattro ragazzi spazzacamini arrampicatori di New York, con spazzole e raschietti, scattato tra il 1868 e il 1900.

La storia della pulizia dei camini negli Stati Uniti varia poco da quella del Regno Unito. Le differenze derivano dalla natura degli alloggi e dalle pressioni politiche. Le case dei primi coloni furono costruite vicine tra loro in legno, quindi quando una di esse bruciava, l'incendio si diffondeva rapidamente alle proprietà vicine. Ciò ha indotto le autorità a regolamentare la progettazione delle canne fumarie. Fin dall'inizio furono nominati vigili del fuoco e ispettori.
La pulizia delle ampie canne fumarie di questi bassi edifici veniva spesso eseguita dal capofamiglia stesso, utilizzando una scala per far passare un'ampia spazzola lungo il camino. Attraverso una stretta canna fumaria, un grosso numero di mattoni e sterpaglie veniva lasciato cadere nel camino. Ma nelle canne fumarie più lunghe venivano usati ragazzi che si arrampicavano, con tanto di coercizione e persuasione usando paglia ardente e spilli nei piedi e nelle natiche. Spazzare camini non era un mestiere popolare. Nel corso del Settecento l'impiego degli spazzacamini afroamericani si diffuse dal sud al nord. Essi subirono discriminazioni e furono accusati di essere inefficienti e di appiccare incendi. Si sosteneva che ci fossero stati meno incendi a Londra, dove i camini erano spazzati dai ragazzi bianchi, che a New York City. Come nel Regno Unito, le spazzatrici Smart erano disponibili negli Stati Uniti poco dopo il 1803, ma ne furono utilizzate poche. A differenza del Regno Unito, non esistevano società formate per difendere i ragazzi dell'arrampicata nei camini. In effetti, il romanzo contemporaneo Tit for Tat arrivò al punto di negare le difficoltà degli schiavi neri che facevano gli spazzacamini sostenendo che per loro la vita lavorativa era più facile rispetto agli spazzacamini londinesi.

## Festival degli spazzacamini
I ragazzi londinesi avevano un giorno di vacanza all'anno, il primo maggio. Festeggiavano sfilando per le strade, ballando e volteggiando con Jack in the Green (una struttura piramidale o conica in vimini o in legno decorata con foglie e indossata da una persona come parte di una processione, spesso accompagnata da musicisti), unendo diverse tradizioni popolari. C'è anche un Raduno Internazionale dello Spazzacamino a Santa Maria Maggiore in Italia, e a Rochester nel Kent dove la tradizione è stata ripresa nel 1980.

## Buon auspicio di fortuna
- In Gran Bretagna è considerato fortunato per una sposa vedere uno spazzacamino il giorno del suo matrimonio. Molti moderni spazzacamini britannici si offrono disponibili per partecipare ai matrimoni nel rispetto di questa tradizione[47][48].
- Come simbolo fortunato, le raffigurazioni degli spazzacamini sono un popolare regalo di Capodanno in Germania[49]; sia come piccoli ornamenti attaccati ai mazzi di fiori o alle caramelle, ad esempio spazzacamini di marzapane. La loro uniforme tradizionale è un abito tutto nero con bottoni dorati della giacca e un cappello a cilindro nero.

## Cultura popolare
Una delle opere letterarie più famose sugli spazzacamini è la poesia di William Blake, Lo spazzacamino.
Oliver Twist diventa quasi un apprendista spazzacamino nel capitolo 3.
Uno dei personaggi dei libri di Mary Poppins è The Sweep. Il personaggio di Bert (lo spazzacamino) è interpretato da Dick Van Dyke nel film del 1964.
Nel film del 1951 Alice nel Paese delle Meraviglie, Bill la lucertola lavora come spazzacamino ed è doppiato da Larry Gray.